# Sziget-festival
Het Sziget Festival is een jaarlijks terugkerend evenement dat meestal in het begin van augustus plaatsvindt. Het festival duurt zes dagen en wordt gehouden op het Óbuda-eiland in de Hongaarse hoofdstad Boedapest. Sziget is het Hongaarse woord voor 'eiland'. Sziget Festival is een van de grootste muziekfestivals van Europa.

## Geschiedenis
De eerste editie vond plaats in 1993 onder de naam Diáksziget (Studenteneiland). Jongeren kwamen onder het motto 'een week samen zijn' bijeen om naar grote Hongaarse artiesten te luisteren. Met behulp van grote sponsors groeide het festival uit tot de huidige grootte.
Het festival staat bekend om zijn vele podia. Naast het hoofdpodium zijn er podia voor jazz, blues, wereldmuziek en techno. Ook zijn er podia voor theater- en dansvoorstellingen, films, circus, straattheater, mode, sculpturen, logical games (zoals schaken) en de gelegenheid om te discussiëren met mede-Szigetgangers in talkshows.
Er traden bekende jazzmusici op, waaronder het Nederlandse Rosenberg Trio in 2004.
In 2011 en 2014 werd het Sziget Festival uitgeroepen tot ‘Best Major Festival’ bij de European Festival Awards en in 2015 kreeg het de award voor 'Best Line-Up'. Met de grote populariteit in Nederland is in 2009 de Sziget Express geïntroduceerd. In samenwerking met reispartner Festival Travel worden jaarlijks meer dan 2.500 Nederlandse en Belgische bezoekers naar het festival gebracht met een speciale festivaltrein. Daarnaast boekt het festival iedere editie de nodige Nederlandse acts. Zo stonden in 2022 nog onder andere Kensington, Ronnie Flex, Froukje, Eefje de Visser en Joris Voorn op het Hongaarse podium.

## Eerdere edities van het festival

### 1993-2001 (Diáksziget en Pepsi Sziget)
- Diáksziget '93

Aantal bezoekers: 43.000. (Alleen Hongaarse artiesten).
- Diáksziget '94 (Eurowoodstock)

Aantal bezoekers: 143.000. Hoofdartiesten waren Jethro Tull, Ten Years After, Grandmothers of Invention (de groep van Frank Zappa), Jefferson Starship, Birds, Blood, Sweat & Tears, Eric Burdon
- Diáksziget '95

Aantal bezoekers: 173.000. Hoofdartiesten waren The Stranglers, Jeff Healey, Clawfinger, John Cale
- Pepsi Sziget 1996

Aantal bezoekers: 206.000. Hoofdartiesten waren Slash, Iggy Pop, Therapy?, The Prodigy, The Bates, The Stone Roses, Levellers, Sonic Youth
- Pepsi Sziget 1997

Aantal bezoekers: 260.000. Hoofdartiesten waren David Bowie, Motörhead, Rollins Band, Faith No More, Chumbawamba, Foo Fighters, New Model Army, Apollo 440, The Cardigans, dEUS, Toy Dolls
- Pepsi Sziget 1998

Aantal bezoekers: 268.000. Hoofdartiesten waren Rammstein, Coolio, Chumbawamba, Boney M., Green Day, Mory Kanté, Shane MacGowan and the Popes, Goldie, Patti Smith, Paradise Lost, Therapy?
- Pepsi Sziget 1999

Aantal bezoekers: 297.000. Hoofdartiesten waren Guano Apes, Liquido, Asian Dub Foundation, Paradise Lost, Apocalyptica, Faithless, Suede, Rachid Taha, Baaba Maal, Boney Nyem, The Brand New Heavies, Kool & The Gang.
- Pepsi Sziget 2000

Aantal bezoekers: 324.000. Hoofdartiesten waren Oasis, Guano Apes, Apollo 440, Chumbawamba, Suzanne Vega, HIM, Bad Religion, Baaba Maal, Clawfinger, Lou Reed, The Bloodhound Gang, Die Arzte, Therapy?, K2R Riddim.
- Pepsi Sziget 2001

Aantal bezoekers: 365.000. Hoofdartiesten waren Ash, Bomfunk MC's, Jimmy Bosch, Eagle-Eye Cherry, Faithless, Freestylers, Guano Apes, HIM, Ignite, Khaled, Moonspell, Morcheeba, Nightwish, Noir Désir, Omara Portuondo, Placebo, Värttinä.

### 2002-2010

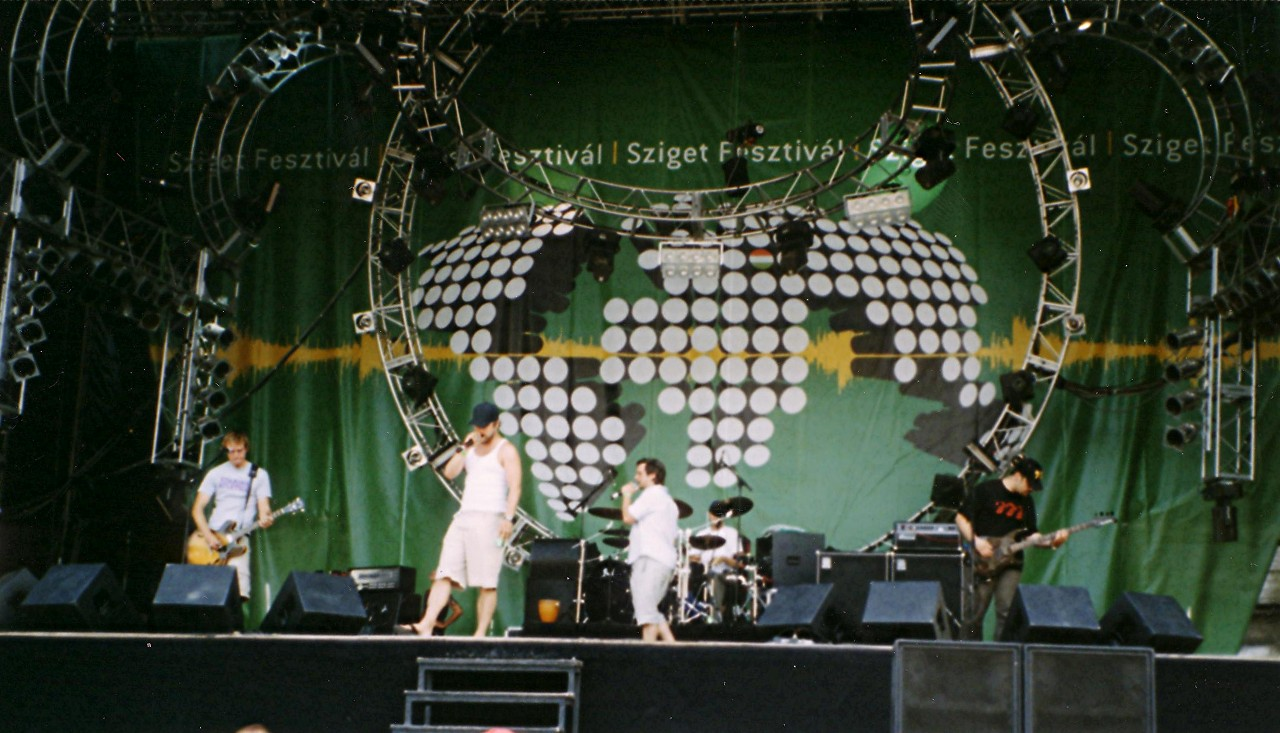
Duitse rockgroep H-Blockx op Sziget 2003

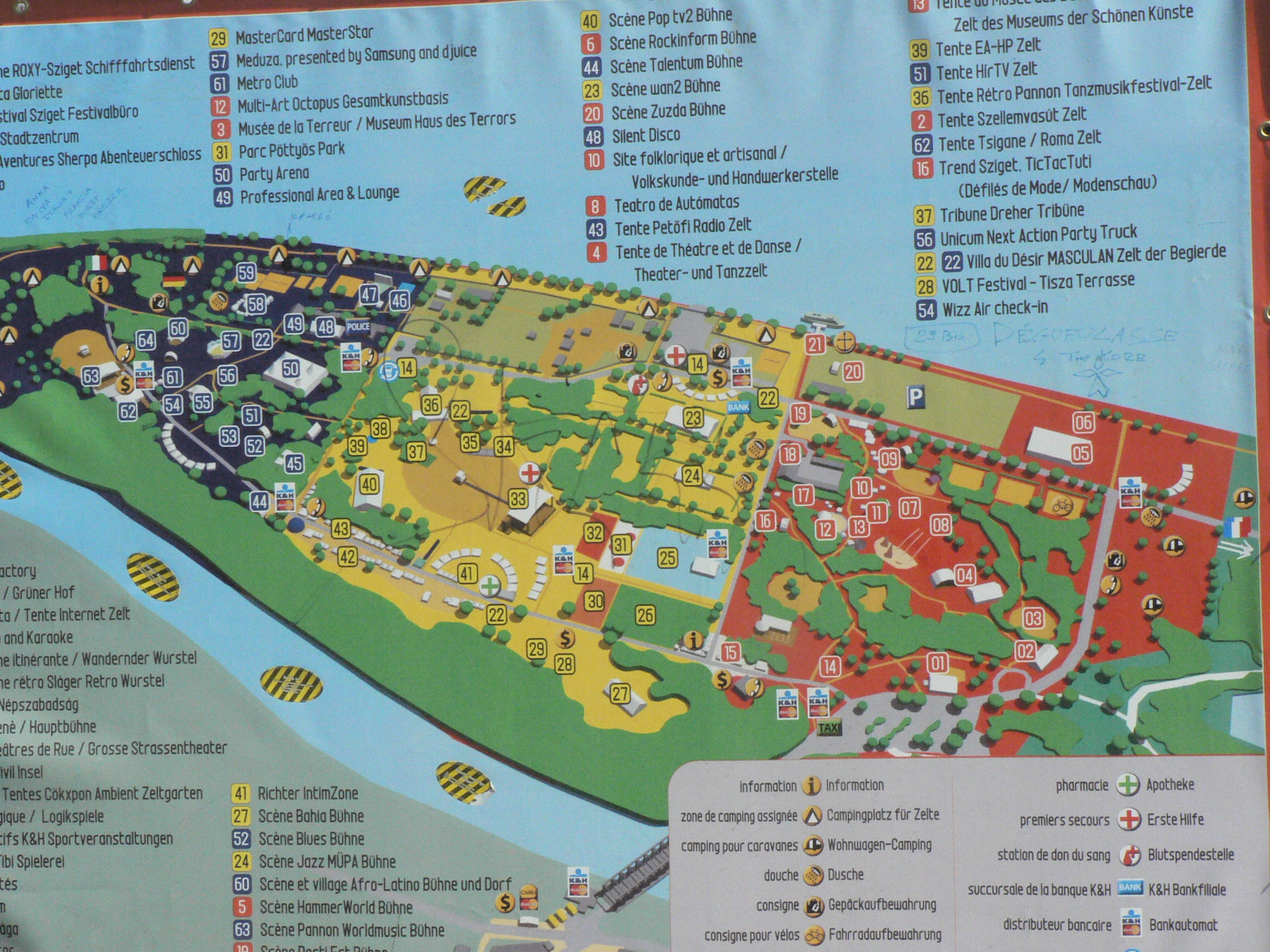
Plattegrond van Sziget-terrein in 2006

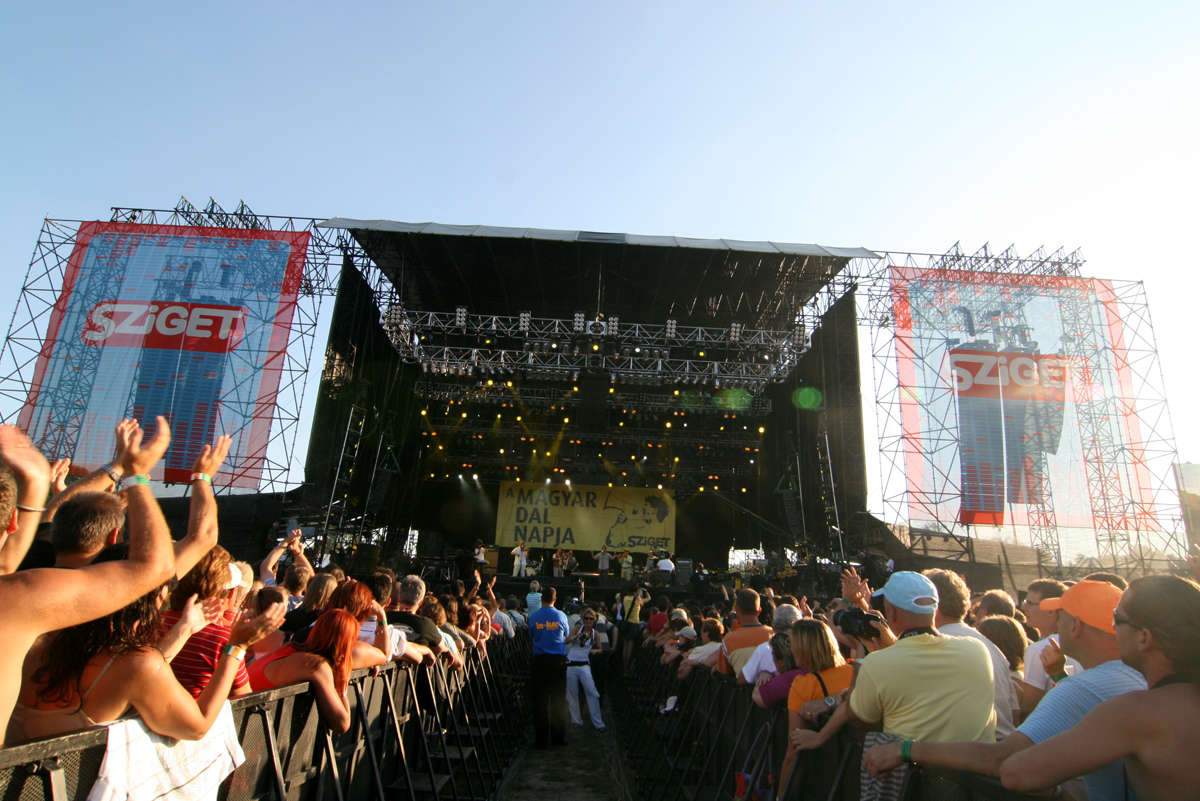
Hoofdpodium op Sziget in 2008

- Sziget 2002

Aantal bezoekers: 355.000. Hoofdartiesten waren The Cure, Iggy Pop, Muse, Pulp, Stereo MC's, Transglobal Underground, HIM, The 69 Eyes, Nightwish, The Gathering, Die Toten Hosen, Jovanotti, Amorphis, Tito and Tarantula, The Mission, Kosheen, The Klezmatics, Baaba Maal, Mory Kanté, Uk Subs, Natacha Atlas.
- Sziget 2003

Aantal bezoekers: 361.000 Hoofdartiesten waren Fun Lovin' Criminals, Massive Attack, Morcheeba, Shaggy, Seeed, Apocalyptica, DJ Rush.
- Sziget 2004

Aantal bezoekers: 369.000. Hoofdartiesten waren Faithless, Sugababes, The Rasmus, Pet Shop Boys, Fun Lovin' Criminals, The Bloodhound Gang, Junkie XL, Paul Oakenfold, Basement Jaxx, Children of Bodom, Scissor Sisters, Freestylers, Tito and Tarantula, The Gathering, Amorphis, In Flames, Ash.
- Sziget 2005

Aantal bezoekers: 385.000. Hoofdartiesten waren Franz Ferdinand, Good Charlotte, Underworld, Nick Cave, Sean Paul, Buena Vista Social Club, Paul van Dyk, KoRn, Natalie Imbruglia, Basement Jaxx
- Sziget 2006

Aantal bezoekers: 385.000. Hoofdartiesten waren Cradle of Filth, dEUS, Evergrey, Fear Factory, Franz Ferdinand, Jovanotti, Kispál és a Borz, maNga, Ministry, Natacha Atlas, Placebo, The Prodigy, Radiohead, The Rasmus, Robert Plant, Scissor Sisters, Sick of It All, The Skinny Bohemians, Therapy? en Wir sind Helden.
- Sziget 2007

Aantal bezoekers: 371.000. Hoofdartiesten waren Manu Chao, The Good, the Bad & the Queen, The Chemical Brothers, Gogol Bordello, Laurent Garnier, P!nk, Madness, The Rakes, The Hives, Nine Inch Nails, Razorlight, Sinéad O'Connor, Faithless, Tool en The Killers.
- Sziget 2008

Aantal bezoekers: 385.000. Hoofdartiesten waren Apocalyptica, Natacha Atlas, Ferry Corsten, Flogging Molly, José González, Goran Bregović' Wedding and Funeral Band, Iron Maiden, Jamiroquai, Kaiser Chiefs, Mory Kanté, The Killers, The Kooks, Alanis Morissette, Róisín Murphy, The Presidents of the United States of America, R.E.M., Sex Pistols, Tankcsapda.
- Sziget 2009

Aantal bezoekers: 400.000. Hoofdartiesten waren Faith No More, The Offspring, Placebo, Manic Street Preachers, The Prodigy, Pendulum, Fatboy Slim, Bloc Party, Lily Allen, Snow Patrol, Ska-P, Die Toten Hosen, The Ting Tings, Primal Scream, JET, Klaxons, Editors, Maxïmo Park, Danko Jones, The Subways, IAMX, Nouvelle Vague, Turisas, De Staat, Disco Ensemble, Miss Platnum, HayDaMaky, White Lies, Armin van Buuren, Babylon Circus.
- Sziget 2010

Aantal bezoekers: 382.000. Hoofdartiesten waren 30 Seconds to Mars, Bad Religion, Billy Talent, Children of Bodom, Danko Jones, Faithless, Gentleman, Gorillaz Sound System, Gwar, Ill Niño, Infected Mushroom, Iron Maiden, K.I.Z., Kasabian, Lyapis Trubetskoy, Monster Magnet, Muse, Papa Roach, Paradise Lost, Ska-P, Skindred, Subsonica, The 69 Eyes, The Cribs, The Hives, The Specials, Toy Dolls.

### Sziget 2011

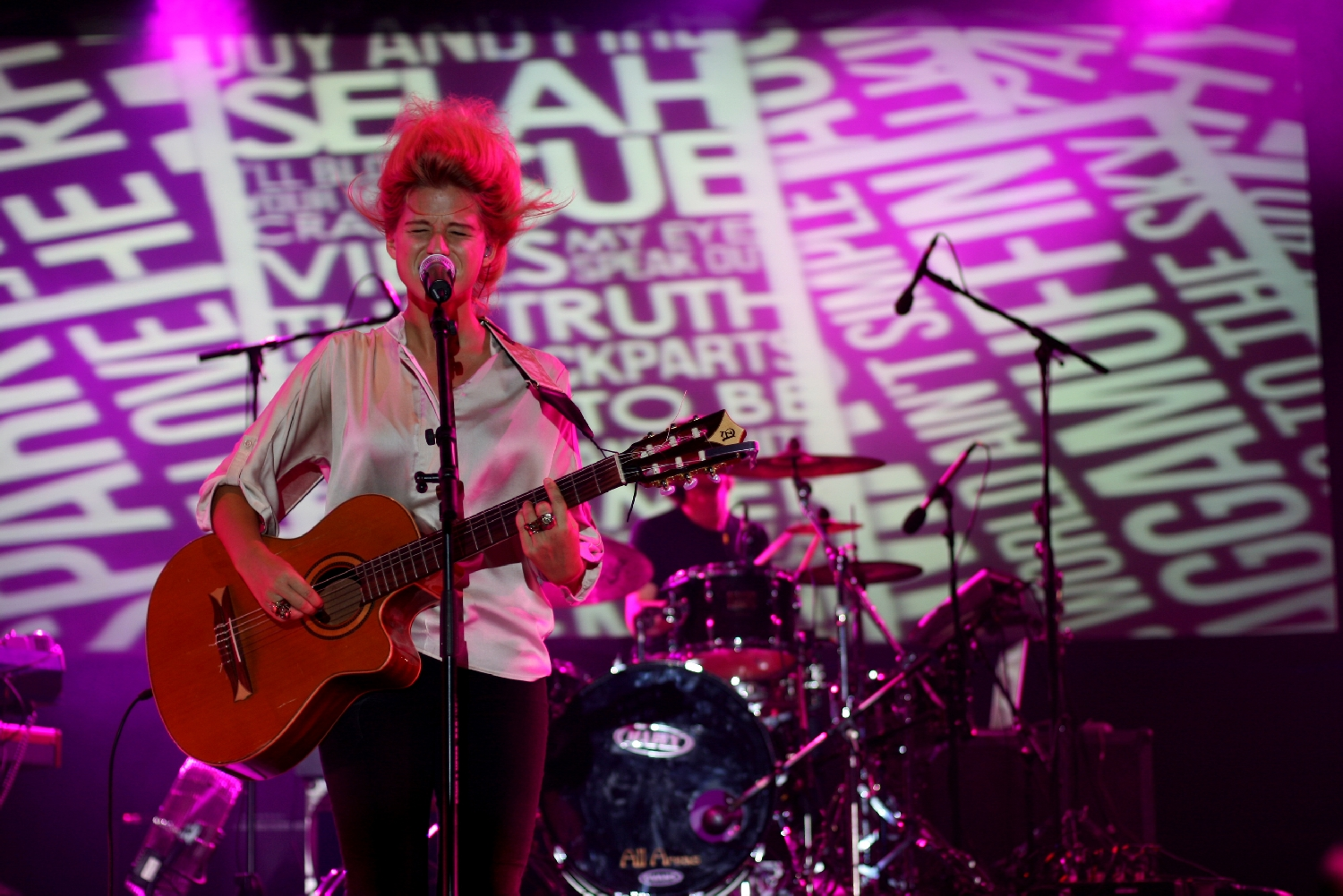
Selah Sue op Sziget in 2011

Aantal bezoekers: 385.000. Hoofdartiesten per dag (-1 t/m 5) op de grootste podia:
| Nr. | Main stage                                                                 | Overige podia                                                                                           |
| --- | -------------------------------------------------------------------------- | --- |
| -1  | Peter Geszti and friends                                                   | |
| 0   | Prince                                                                     | |
| 1   | Pulp, Interpol, Rise Against, The Maccabees, Flogging Molly                | Empire of the Sun, Hurts, Motörhead, Within Temptation, Suicidal Tendencies                             |
| 2   | The Chemical Brothers, Good Charlotte, Kasabian, La Roux, Ben l'Oncle Soul | Judas Priest, Helloween, Goose, De Jeugd van Tegenwoordig                                               |
| 3   | The Prodigy, Skunk Anansie, Dizzee Rascal, British Sea Power               | DeWolff, Deftones                                                                                       |
| 4   | 30 Seconds to Mars, Kate Nash, Kaiser Chiefs, Hadouken!                    | Lostprophets, Triggerfinger, Goran Bregović & Wedding and Funeral Band                                  |
| 5   | White Lies, The National, Manic Street Preachers, Gogol Bordello           | Selah Sue, Sonata Arctica, Marina and the Diamonds, Kees van Hondt, Wallace Vanborn, Go Back to the Zoo |

### Sziget 2012

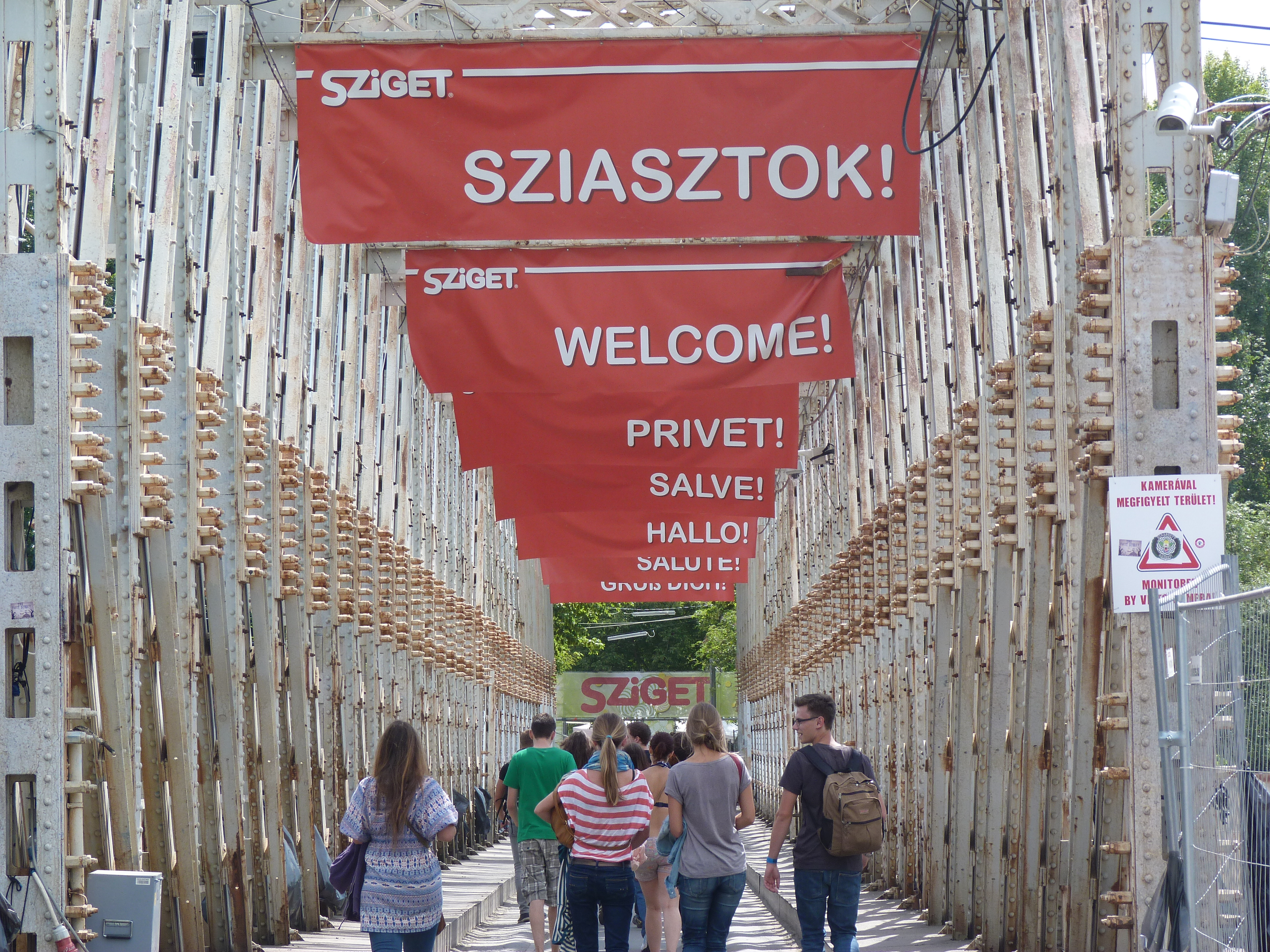
Entree via de H-brug, Sziget 2012

Aantal bezoekers: 379.000. Hoofdartiesten per dag (-2 t/m 5) op de grootste podia:
| Nr. | Main stage                                               | Overige podia                                                                                                |
| --- | -------------------------------------------------------- | --- |
| -2  | Day of the Hungarian song (enkel Hongaarse artiesten)    | |
| -1  | Czik Zenekar                                             | |
| 0   | Dimmu Borgir, Hammerfall, Ignite, Lacuna Coil, Moonspell | Boef en de Gelogeerde Aap                                                                                    |
| 1   | Placebo, Hurts                                           | Quimby, Amsterdam Klezmer Band, dEUS, Ministry, Netsky                                                       |
| 2   | Korn, Caro Emerald                                       | Emir Kusturica & The No Smoking Orchestra, Anti-Flag, Axwell, Crystal Fighters, Chef Special, Friendly Fires |
| 3   | The Stone Roses, The xx                                  | P.A.S.O., Kraak & Smaak                                                                                      |
| 4   | Snoop Dogg, Sum 41, The Horrors, Noah and the Whale      | The Pogues                                                                                                   |
| 5   | The Killers, Mando Diao, LMFAO, The Subways              | Heideroosjes, The Ting Tings, Amon Amarth, Goran Bregović, Leningrad                                         |

### Sziget 2013
Aantal bezoekers: 362.000. Hoofdartiesten per dag (-1 t/m 5) op de grootste podia:
| Nr. | Main stage                                            | Overige podia                                           |
| --- | ----------------------------------------------------- | ------------------------------------------------------- |
| -1  | Day of the Hungarian song (enkel Hongaarse artiesten) |                                                         |
| 0   | Quimby                                                |                                                         |
| 1   | Nick Cave and the Bad Seeds, Die Ärzte, Skunk Anansie | Flogging Molly, La Pegatina, Blaudzun                   |
| 2   | Biffy Clyro, Ska-P, Dizzee Rascal                     | Bad Religion, Triggerfinger, P.A.S.O., Michael Kiwanuka |
| 3   | Blur, !!!                                             | Emir Kusturica & The No Smoking Orchestra               |
| 4   | Mika, Editors, Enter Shikari                          | Parov Stelar Band, Leningrad                            |
| 5   | David Guetta, Franz Ferdinand, The Gaslight Anthem    | Tame Impala, Netsky, Empire of the sun                  |

### Sziget 2014

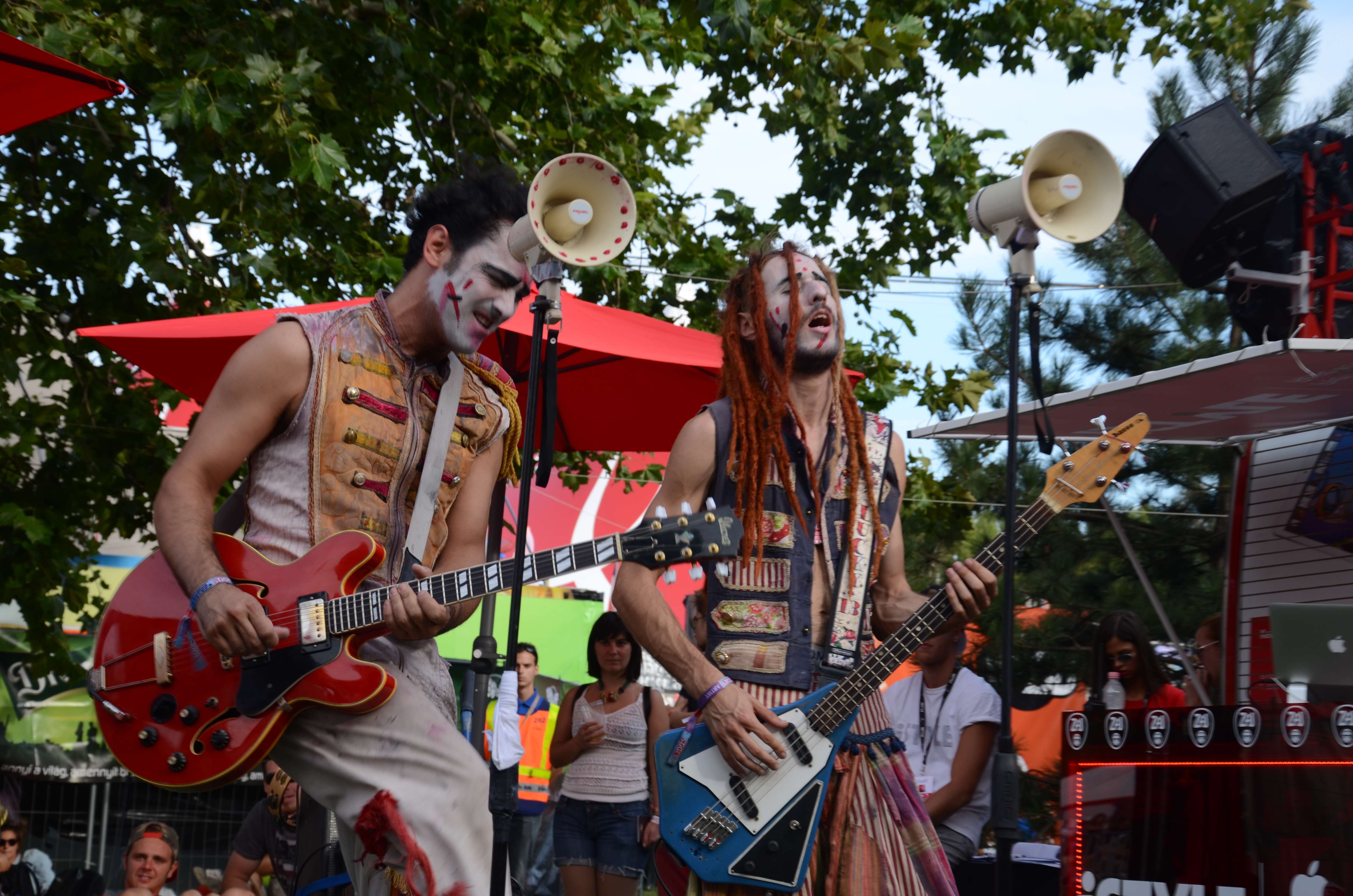
Sziget 2014

Aantal bezoekers: 415.000. Hoofdartiesten per dag (-1 t/m 5) op de grootste podia:
| Nr. | Main stage                                    | Overige podia                                            |
| --- | --------------------------------------------- | -------------------------------------------------------- |
| -1  | Ivan & The Parazol, Blink-182, The 1975       | Leningrad                                                |
| 0   | Queens of the Stone Age, Anti-Flag, Deadmau5  | A Day to Remember, The Bloody Beetroots, Jimmy Eat World |
| 1   | Placebo, Skrillex, Imagine Dragons            | Tom Odell, Miles Kane                                    |
| 2   | Macklemore & Ryan Lewis, Bastille, Lily Allen | Michael Kiwanuka, Stromae                                |
| 3   | Manic Street Preachers, Korn                  | Band of Skulls, Klaxons                                  |
| 4   | The Prodigy, Madness                          | Crystal Fighters                                         |
| 5   | Calvin Harris, Outkast, The Kooks             | NOFX, La Roux, Black Sun Empire                          |

### Sziget 2015

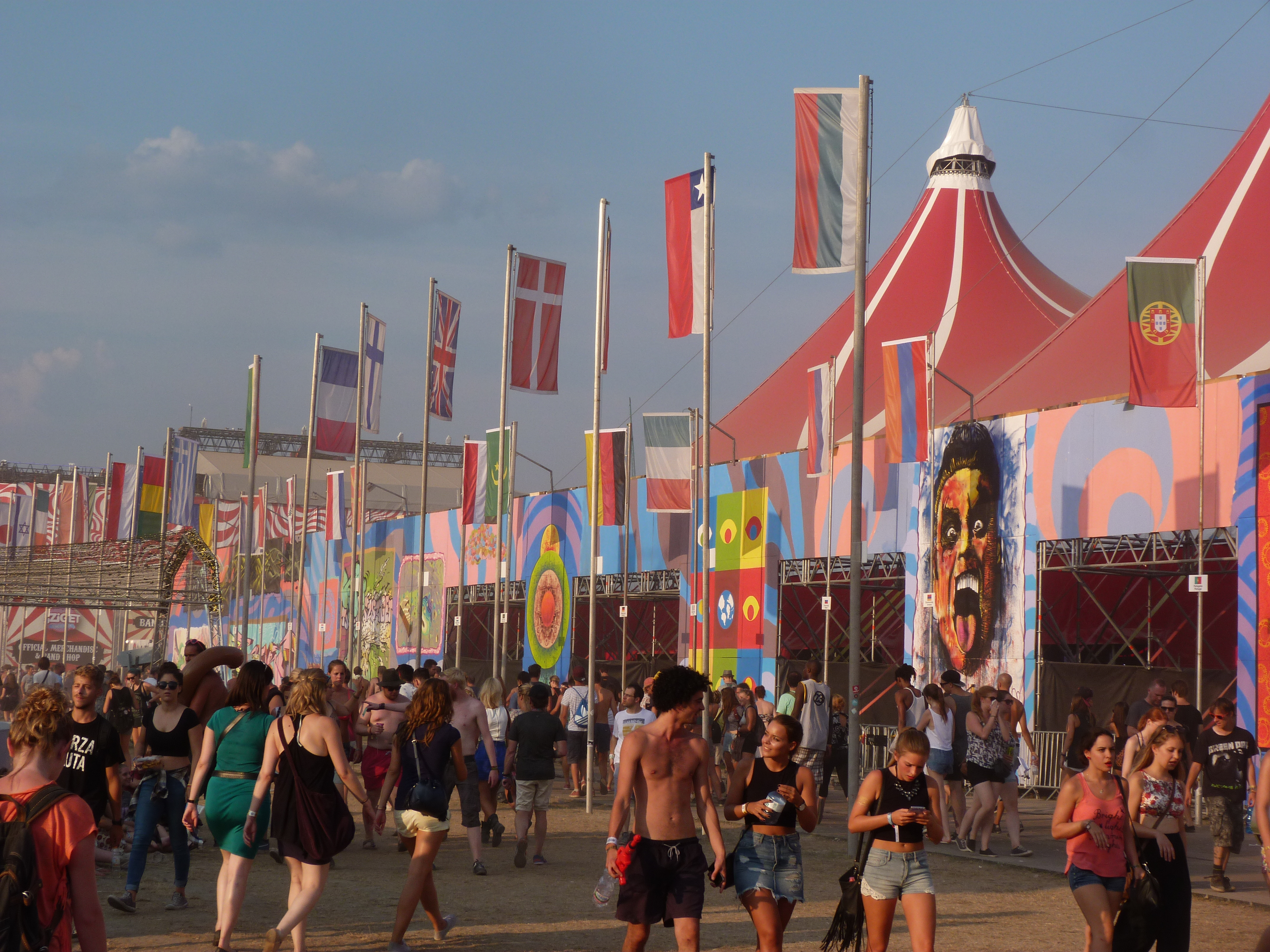
Sziget 2015

Aantal bezoekers: 441.000. Hoofdartiesten per dag (-1 t/m 5) op de grootste podia:
(Leden van Pussy Riot waren te gast in een talkshow op het festival, maar traden niet op.)
| Nr. | Main stage                                                         | A38-tent                                              | Overige podia                                     |
| --- | ------------------------------------------------------------------ | ----------------------------------------------------- | ------------------------------------------------- |
| -1  | Robbie Williams                                                    |                                                       |                                                   |
| 0   | Florence and the Machine, Asaf Avidan, Gentleman and The Evolution | Babylon Circus, Kensington, Selah Sue                 |                                                   |
| 1   | Alt-J, The Script, Gogol Bordello                                  | Halestorm, SBTRKT, Typhoon, Enter Shikari             |                                                   |
| 2   | Ellie Goulding, Foals                                              | MØ, Interpol, The Ting Tings                          | W&W                                               |
| 3   | Avicii, Marina and the Diamonds, Kasabian                          | Dotan, Gaslight Anthem, Knife Party, Dropkick Murphys | Blasterjaxx                                       |
| 4   | Kings of Leon, Hollywood Undead, Major Lazer                       | Paloma Faith, Nero, Beatsteaks, Jett Rebel            | Goran Bregović & Wedding and Funeral Band, Alesso |
| 5   | Martin Garrix, Limp Bizkit                                         | Passenger, Sigma Live, C2C, Fauve                     | Nervo                                             |

### Sziget 2016

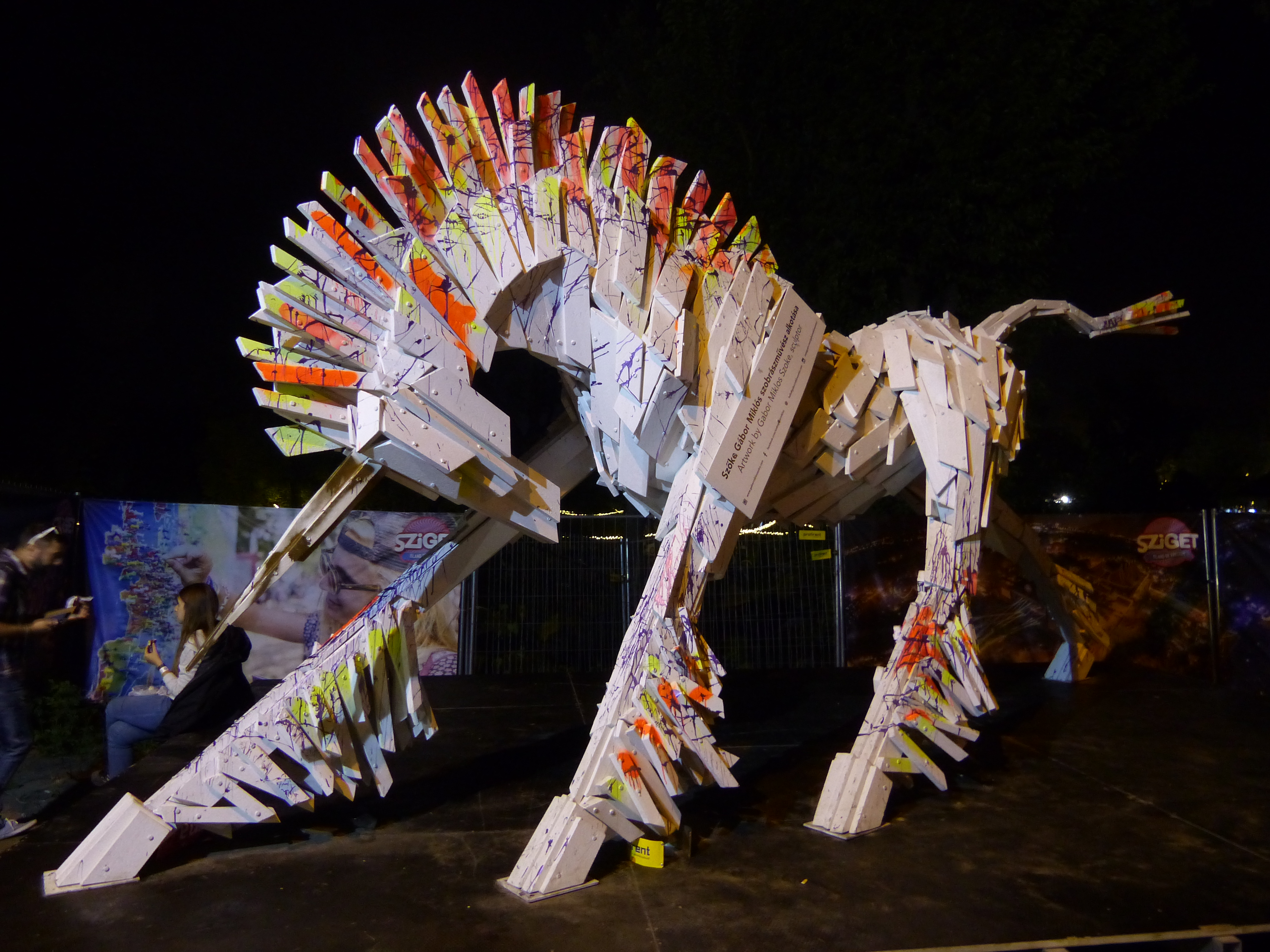
Sziget 2016

Aantal bezoekers 496.000. Hoofdartiesten per dag (-1 t/m 5) op de grootste podia:
(Vanaf dit jaar van woensdag t/m dinsdag, 10 t/m 16 augustus)
| Nr. | Main stage                                                            | A38-tent                                                   | Overige podia                         |
| --- | --------------------------------------------------------------------- | ---------------------------------------------------------- | ------------------------------------- |
| -1  | The Chemical Brothers, Die Antwoord, Skunk Anansie, Marky Ramone      |                                                            |                                       |
| 0   | Rihanna, Parov Stelar, Jake Bugg                                      | DATSIK, Travis Scott, Movits!, Naughty Boy, MØ, Opgezwolle | Afrojack                              |
| 1   | Manu Chao, Bastille, John Newman                                      | Boys Noize, Editors, Kovacs                                | Goran Bregović Wedding & Funeral Band |
| 2   | Muse, Sigur Rós, Bring Me the Horizon, Quimby                         | Róisín Murphy, Molotov, Kodaline, !!!                      | Leningrad                             |
| 3   | David Guetta, Tinie Tempah, Sum 41                                    | Bloc Party, Brains, Oscar and the Wolf, Wilkinson          | Malasañers, John Coffey               |
| 4   | Sia, Noel Gallagher's High Flying Birds, Kaiser Chiefs, Years & Years | M83, Tourist (band), CHVRCHES, The Neighbourhood           |                                       |
| 5   | Hardwell, The Last Shadow Puppets, The Lumineers, Parkway Drive       | Bullet for My Valentine, FIDLAR, AURORA                    | P.A.S.O.                              |

### 2017: "Sziget 25"
Hoofdartiesten per dag (-1 t/m 5) op de grootste podia:
| Nr. | Main stage                                        | OTP-tent                                  | Overige podia                                                                 |
| --- | ------------------------------------------------- | ----------------------------------------- | ----------------------------------------------------------------------------- |
| -1  | P!nk, Billy Talent                                |                                           | Bazzookas                                                                     |
| 0   | Wiz Khalifa, Biffy Clyro, Tom Odell, Jamie Cullum | Chef'Special, Kensington, The Vaccines    | Klangstof, W&W                                                                |
| 1   | Kasabian, PJ Harvey, Rudimental, Mando Diao       | Bear's Den                                | NERVO                                                                         |
| 2   | Macklemore & Ryan Lewis, Clean Bandit             | Bad Religion, Crystal Fighters            | Oliver Heldens                                                                |
| 3   | The Chainsmokers, Hurts, White Lies               | The Naked and Famous, The Pretty Reckless | Goran Bregović Wedding & Funeral Band, Brutus, The Charm The Fury, Steve Aoki |
| 4   | Major Lazer, Two Door Cinema Club, George Ezra    | Flume, Mac DeMarco                        | Bakermat, Don Diablo, P.A.S.O.                                                |
| 5   | Dimitri Vegas & Like Mike, Alt-J, Birdy           | De Staat, Interpol, Fritz Kalkbrenner     | Leningrad, Motorpsycho                                                        |

### Sziget 2018
Hoofdartiesten per dag (-1 t/m 5) op de grootste podia:
| Nr. | Main stage                                                 | Mastercard by A38-tent                        | Overige podia                                |
| --- | ---------------------------------------------------------- | --------------------------------------------- | -------------------------------------------- |
| -1  | Kendrick Lamar, Lykke Li, Stormzy, Clean Bandit            |                                               | Tiga, SCRT                                   |
| 0   | Gorillaz, Bonobo, Oscar & the Wolf, Apey & the Pea         | Seasick Steve, Cigarettes after sex           | Yellow Claw, Fresku                          |
| 1   | Lana Del Rey, Parov Stelar, The Kooks, Vad Fruttik         | JP Cooper                                     | Besh O Drom                                  |
| 2   | Mumford & Sons, Bastille, Lianne La Havas, Punanny Massif  | AURORA, The Living End, Everything Everything | Jewish Monkeys, Lea Santee                   |
| 3   | Dua Lipa, Liam Gallagher, Kaleo, Halott Pénz               | Petit Biscuit, Desiigner                      | Amsterdam Klezmer Band                       |
| 4   | Kygo, Shawn Mendes, MØ, Milky Chance                       | Goo Goo Dolls, My Baby, Little Dragon         | Don Diablo, Kettcar, Dave Clarke, Zonderling |
| 5   | Arctic Monkeys, The War on Drugs, Blossoms, Gogol Bordello | Nothing But Thieves, Fever Ray                | P.A.S.O.                                     |

### Sziget 2019
Hoofdartiesten per dag (-1 t/m 5) op de grootste podia:
| Nr. | Main stage                                  | Mastercard by A38-tent              | Overige podia                    |
| --- | ------------------------------------------- | ----------------------------------- | -------------------------------- |
| -1  | Ed Sheeran, JAIN, Michael Kiwanuka          | Razorlight, Of Mice & Men, Kodaline |                                  |
| 0   | The 1975, Richard Ashcroft, Franz Ferdinand | CHVRCHES                            |                                  |
| 1   | Martin Garrix, Tove Lo                      | Yeasayer                            |                                  |
| 2   | The National, Macklemore                    | Richie Hawtin, James Blake, Son Lux |                                  |
| 3   | Post Malone, Years & Years                  | Jungle                              | Parcels, Jack and the Weatherman |
| 4   | Florence and the Machine, Tom Odell         | Yellow Days, Coheed and Cambria     |                                  |
| 5   | Foo Fighters, Twenty One Pilots             |                                     | Town of Saints                   |

### 2020 en 2021: afgelast
De editie van 2020 stond gepland van 5 t/m 11 augustus. Op het programma stonden artiesten als: Calvin Harris, Dua Lipa, Kings of Leon, Major Lazer en The Strokes. Door het uitbreken van de Coronapandemie en het sluiten van de grenzen, wilde de organisatie aanvankelijk de opzet aanpassen met voornamelijk Hongaarse artiesten voor een Hongaars publiek. Later werd het festival alsnog afgelast. Ook in 2021 werd het festival niet georganiseerd. De meeste artiesten die gepland stonden voor 2020 schoven door naar de editie in 2022.

### Sziget 2022
Sziget 2022 werd gevierd van 10 tot en met 15 augustus 2022. Het festival trok zo'n 450.000 bezoekers verdeeld over zes dagen. De eerste dag, met op het programma onder andere Dua Lipa, was volledig uitverkocht. Hoofdartiesten per dag op de Main Stage en andere podia:
| Dag    | Main Stage                                                      | Overige podia                                                       |
| ------ | --------------------------------------------------------------- | ------------------------------------------------------------------- |
| 10 aug | Dua Lipa, RÜFÜS DU SOL, Milky Chance, Remi Wolf                 | Nina Kraviz, Channel Tres, Tourist, Masked Wolf, Role Model         |
| 11 aug | Kings of Leon, Bastille, Alice Merton, Bagossy Brothers Company | Eefje de Visser, Froukje, Rilès, Seth Troxler, The Vices            |
| 12 aug | Justin Bieber, Stromae, MEUTE, Azahriah                         | Jungle, Woodkid, FKJ, slowthai, Ben Klock                           |
| 13 aug | Calvin Harris, Lewis Capaldi, Kensington, Random Trip           | Alan Walker, Beabadoobee, Bad Gyal, Sevdaliza, Kölsch, Joris Voorn  |
| 14 aug | Tame Impala, Anne-Marie, Sigrid, Ronnie Flex                    | Steve Aoki, Caribou, Jon Hopkins, BADBADNOTGOOD, Floating Points    |
| 15 aug | Arctic Monkeys, Holly Humberstone, Carson Coma                  | Princess Nokia, Fontaines D.C., Holly Humberstone, Postman, Inhaler |

### Sziget 2023
Sziget 2023 vond plaats van 10 tot en met 15 augustus 2023 op de vertrouwde locatie in Boedapest. De datum is vanwege een van de grotere acts eenmalig met een dag verplaatst. 
| Dag    | Main Stage                                             | Overige podia                                                    |
| ------ | ------------------------------------------------------ | ---------------------------------------------------------------- |
| 10 aug | Son Mieux, Foals, Sam Fender, Florence and the Machine | Los Bitchos, Bonobo, Ran-D, Devin Wild                           |
| 11 aug | Yungblud, Imagine Dragons                              | Jamie xx, Ben Böhmer, Adam Beyer, Reinier Zonneveld              |
| 12 aug | Mimi Webb, Niall Horan, David Guetta                   | Jungle by Night, TV Girl, Two Feet, Moderat                      |
| 13 aug | Tom Grennan, Arlo Parks, Mumford & Sons                | M83, Frank Carter & The Rattlesnakes, Nothing But Thieves, Diplo |
| 14 aug | Lorde, Macklemore, Lazza                               | Amyl And The Sniffers, SG Lewis, Sven Väth                       |
| 15 aug | Yung Lean, Girl in red, Billie Eilish                  | Hannah Grae, 070 Shake, SFB                                      |

### Sziget 2024
Sziget 2024 vond plaats van 7 tot en met 12 augustus 2024. Begin juni werd het blokkenschema bekendgemaakt.
| Dag    | Main Stage                                 | Overige podia             |
| ------ | ------------------------------------------ | ------------------------- |
| 7 aug  | Kylie Minogue, Fisher, Tom Odell           | Joost Klein               |
| 8 aug  | Halsey, Azahriah, Joker Out                | AURORA, Goldband          |
| 9 aug  | Liam Gallagher, Stormzy, Yves Tumor        | Joris Voorn               |
| 10 aug | Martin Garrix, Louis Tomlinson, Bebe Rexha | MØ                        |
| 11 aug | Sam Smith, Janelle Monáe, Becky Hill       | Editors, Crystal Fighters |
| 12 aug | Fred again..., Skrillex, Raye              | Sor                       |

### Sziget 2025
Sziget Festival 2025 │ 6 – 11 augustus, Boedapest, Hongarije. Sluit je aan bij het Eiland van Vrijheid voor 6 dagen vol magie en onverwachte verrassingen. 
| Dag    | Main Stage                               | Overige podia                                    |
| ------ | ---------------------------------------- | ------------------------------------------------ |
| 6 aug  | Charli XCX, Little Simz, Alessi Rose     | Empire of the Sun, Don Diablo, Alok, Kenya Grace |
| 7 aug  | Shawn Mendes, Nelly Furtado, The Beaches |                                                  |
| 8 aug  | The Kooks, Kid Cudi                      | Amelie Lens                                      |
| 9 aug  | Anyma, Sevdaliza, FKA Twigs              |                                                  |
| 10 aug | Post Malone, Frenna                      | Vini Vici, Armin Van Buuren                      |
| 11 aug | Chappell Roan, The Last Dinner Party     |                                                  |

## Economie
Een ticket voor 6 dagen kostte in 2022 € 250. In vergelijking met andere internationale festivals is dit niet duur. Ook het verblijf in Hongarije is naar verhouding voordelig. Echter, voor de gemiddelde Hongaar, die een maandinkomen heeft dat tussen de € 1000 en € 1200 ligt, is het festival zeer duur en daarom kunnen veel Hongaren zich een bezoek aan het festival niet veroorloven. De organisatie geeft aan dat men als festival de naar verhouding rijke buitenlandse bezoekers nodig heeft om het internationale niveau te kunnen behouden.

## Incidenten
- In 2015 stak in de laatste nacht een onweer op, waarbij een bezoeker (de 19-jarige Duitse acteur Fynn Henkel) overleed in zijn slaap toen een zware tak op zijn tent viel.[12]
- In 2019 werden twee Nederlanders (21 en 22 jaar) op het festival opgepakt voor het verkopen van drugs vanuit hun tent. Het zou gaan om de grootste drugsvangst op het festival tot dan toe.[13] In hun bestelbusje werd vervolgens nog meer gevonden.[14] In totaal ging het om 2700 XTC-pillen en 20 kg aan joints. Ze bekenden en accepteerden daarmee straffen van acht en tien jaar cel. Maar de rechter legde hen vervolgens in juni 2020 een celstraf op van elk vijf jaar. Het Hongaarse Openbaar Ministerie ging hiertegen in hoger beroep.[15]